# Nyamidende
Nyamidende är ett vattendrag i Burundi.   Det ligger i provinsen Cibitoke, i den nordvästra delen av landet, 50 km norr om huvudstaden Bujumbura.
Omgivningarna runt Nyamidende är en mosaik av jordbruksmark och naturlig växtlighet. Runt Nyamidende är det tätbefolkat, med 383 invånare per kvadratkilometer.